# Eglisau
Eglisau es una comuna suiza del cantón de Zúrich, situada en el distrito de Bülach. Limita al norte con la comuna de Wil, al noreste con Rafz y Rüdlingen (SH), al este con Buchberg (SH), al sureste con Freienstein-Teufen y Rorbas, al sur con Bülach, al suroeste con Glattfelden, y al noroeste con Hohentengen am Hochrhein (DE-BW) y Hüntwangen.

## Características
La mención documentada más antigua que se conserva se remonta al año 892. El núcleo del casco antiguo, que es medieval, todavía hoy es reconocible y está bien conservado. La antigua puerta occidental de la ciudad, la Torre de la Pólvora, fue demolida durante la modernización y hoy sólo el nombre Törliplatz nos recuerda de ella. La ciudad de Eglisau, fundada por la familia von Tengen, estuvo en su poder hasta 1463.
En 1463, Eglisau quedó bajo el gobierno del barón Bernhard Gradner, un noble austríaco. En 1489 se convirtió en bailía de Zúrich, cuya sede estaba en el castillo de Eglisau, que fue demolido en 1810. El último gobernador fue Salomon Landolt, que dimitió en 1798.
Debido a la importancia estratégica de la ciudad, sufrió mucho por los disturbios de las Guerras Napoleónicas entre 1799 y 1813.